# 鉄筋base
鉄筋base（てっきん ベース）は関西テレビで2008年4月15日から2009年3月24日まで毎週火曜日24:35 - 25:05（JST）に放送していたバラエティ番組。

## 内容
大阪吉本に所属する芸人の拠点地baseよしもとに出演するメンバー15組がテレビ初公開のネタバトルを繰り広げ、その中から観客の投票により決定した上位10組のネタを2週にわたって5組ずつ放送。
NHKが全国に向けて放送していたお笑い番組「爆笑オンエアバトル」の関西ローカル版とも言える構成となっている。しかし最近はランキング形式で発表せず四組の芸人がネタをしゲームコーナーができた。その際のMCはジャルジャルの福徳秀介が担当していた。
12月23日放送の『大鉄筋base 日本一早いクリスマスイブ生スペシャル!』と題して生放送を行なった。
2009年3月24日にて同タイトルとしては終了したが、同年4月10日から『炎上base』とタイトルを改め、1時間番組へと時間拡大しリニューアルをした。

## 鉄筋base出演者
- スマイル
- 鎌鼬※
- 銀シャリ※
- クロスバー直撃※
- GAG少年楽団※
- ジャルジャル※
- 天竺鼠※
- ビーフケーキ
- 藤崎マーケット※
- かりんとう
- モンスターエンジン※
- スーパーマラドーナ
- 学天即
- キンデルダイク
- ソーセージ

（順不同）
※は番組開始時からのレギュラーメンバー

## 過去の出演者
Season1まで
- スマイル（Season4から復帰）
- span!
- サイドエイト

Season2まで
- 極悪連合
- 大脇里村ゼミナール
- プラスマイナス

Season3まで
- さかなDVD

## スペシャルDJ
名前の最初に「DJ」が付き、2週おきに吉本興業の先輩芸人が様々なキャラクターに扮している。
- DJMAN-ZOKU（4月15日・22日放送）
- DJ野菜王子（4月29日・5月6日放送）
- DJ代打屋中川（5月13日・20日放送）
- DJ本新喜劇（5月27日・6月3日放送）
- DJ須知軍曹（6月10日・17日放送）
- DJ犬井ヒロシ（6月24日・7月1日放送）
- スペシャルゲストほっしゃん。（7月8日・15日放送）※唯一キャラクターに扮さない「スペシャルゲスト」と称した普通の姿での進行。
- DJオーマイガット出水トゥギャ樹（7月22日・29日放送）
- DJ有酸素運動マン（8月5日・12日放送）
- DJムーディ（8月19日・26日放送）

なお、DJコーナーは8月の放送を以って終了した。

## スタッフ
- ナレーション：ダンカン・ハミルトン、新田真士
- 構成：武輪真人、和田義浩、森
- TD・SW：前田昌彦
- CAM：寺岡憲一
- VE：三本管彰
- 音声：梶巻久仁彦
- 編集：板野元秀
- MA：土松卓司
- CG：井口和俊
- タイトル：原田専門家
- 広報：原澄子（KTV）
- 舞台監督：徳永朗佳
- AP：北橋悠佑（よしもとクリエイティブ・エージェンシー）
- ディレクター：高原礼子（KTV）、四宮孝史（FUNS）、牛久英雄（BACK-UP）
- 演出：加藤伸一（BACK-UP）、
- プロデューサー：田中淳（KTV）、金子剛・薮内美賀（よしもとクリエイティブ・エージェンシー）
- 協力：バックアップメディア、ファンズプロダクション ／ トラッシュ、アーチェリープロダクション、サウンドスパイス、スタジオ・ビーアンドエム、すくらんぶる、ステージプランニング、YES-fm
- 制作協力：吉本興業
- 制作著作：関西テレビ